# Шарберда
Шарберда (тат. Шарберды) — деревня в Граховском районе Удмуртии, в составе Староятчинского сельского поселения.

## Географическое положение
Деревня располагается в западной части района, в 5 км от центра сельского поселения, на правом берегу реки Умяк.

## История
Основана старокрещеными татарами из деревни Умяк Черкасовской волости Елабужского уезда (ныне деревня в Елабужском районе Татарстана)
По итогам десятой ревизии в 1859 году в 12 дворах деревни проживало 105 жителей. До 1924 года деревня входила в состав Староятчинской волости.
В 1924 году в результате административной реформы деревня вошла в состав Крымско-Слудского сельсовета Троцкой волости. С 1925 входит в состав Староятчинского сельсовета. В 2004 году Староятчинский сельсовет преобразован в Староятчинское сельское поселение.

## Улицы
- улица Новая
- улица Савельева
- улица Шарбердинская